# أناليز رينولد
أناليز رينولد (بالألمانية: Annelies Reinhold)‏ هي ممثلة ألمانية، ولدت في 5 يناير 1917 في ميرانو في إيطاليا، وتوفيت في 6 يناير 2007 في أولدنبورغ في ألمانيا.

## وصلات خارجية
- أناليز رينولد على موقع IMDb (الإنجليزية)
- أناليز رينولد على موقع قاعدة بيانات الفيلم (الإنجليزية)